# Râul Glodu, Almaș
Râul Glodu este un curs de apă, al șaselea afluent de stânga (din nouă) al râului Almaș, care este, la rândul său, al patrusprezecelea afluent de stânga din treizeci ai râului Someș.

## Generalități
Râul Glodu izvorăște din Munții Meseș, se găsește integral în Județul Sălaj, nu are afluenți semnificativi și trece prin localitatea Mierța, varsându-se apoi în emisarul său, Almaș, în dreptul localității Hida.

## Hărți
- Harta interactivă - județul Sălaj  Arhivat în 5 septembrie 2009, la Wayback Machine.